# Ауґустинув (Слупецький повіт)
Ауґустинув (пол. Augustynów) — село в Польщі, у гміні Заґурув Слупецького повіту Великопольського воєводства.
Населення — 147 осіб (2011).
У 1975-1998 роках село належало до Конінського воєводства.

## Демографія
Демографічна структура станом на 31 березня 2011 року:
|          | Загалом | Допрацездатний вік | Працездатний вік | Постпрацездатний вік |
| -------- | ------- | ------------------ | ---------------- | -------------------- |
| Чоловіки | 84      | 25                 | 51               | 8                    |
| Жінки    | 63      | 11                 | 40               | 12                   |
| Разом    | 147     | 36                 | 91               | 20                   |